# The Addiction - Vampiri a New York
The Addiction - Vampiri a New York (The Addiction) è un film del 1995 diretto da Abel Ferrara.
La pellicola è stata nominata per l'Orso d'oro al Festival di Berlino nel 1995 ed ha vinto il premio per la critica al Mystfest nello stesso anno.

## Trama
Kathleen Conklin, una giovane studentessa newyorkese di filosofia, alla continua ricerca dell'origine del male, viene attratta all'interno di un gruppo di succhiatori di sangue e tramutata anch'essa in una vampira, a causa del morso di Casanova, un vampiro donna. Dopo un'iniziale fase di malessere in cui lei stessa non capisce cosa le accade e le persone che la circondano iniziano a vedere un cambio repentino di personalità, Kathleen inizia a capire cosa le è successo. Per lei si aprirà un mondo delirante di sangue e di ansia esistenziale. Spinta dal bisogno primordiale di succhiare sangue, la giovane donna colpisce il suo stesso insegnante universitario, con cui aveva una relazione.
La vampira inizia a cacciare le sue prede nelle anguste strade di New York, colpendo molte persone incontrate per caso: una studentessa di antropologia, un ragazzo che aveva tentato un approccio con lei per strada, altre persone apparse per caso sul suo cammino. Kathleen prova a colpire il vampiro Peina, del quale non aveva compreso la vera natura, che non solo resiste al suo attacco ma riesce a controllare la sua sete tramite il digiuno e la meditazione. Kathleen non è tuttavia in grado di fare lo stesso: uscita dall'abitazione di Peina, la donna attacca il primo passante che le capita a tiro, dopo di che fa lo stesso con la sua migliore amica.
L'incontro con il vampiro le permette comunque di ritrovare in parte il controllo: Kathleen riesce a discutere la sua tesi ed a laurearsi. La ragazza organizza dunque una festa a cui sono invitati colleghi, docenti, il rettore e tutte le persone che ha vampirizzato finora: ne deriverà una strage sanguinolenta. In un letto d'ospedale, Kathleen, pentita, cerca la morte in un raggio di Sole che entra dalla finestra, ma Casanova le impedisce questa facile liberazione; allora Kathleen approfitta della visita di un prete in ospedale per ricevere la comunione. Tempo dopo  Kathleen va in visita alla sua stessa tomba, posandoci sopra un fiore.

## Produzione
Il titolo è traducibile in italiano con La dipendenza: il riferimento diretto è quello alla dipendenza da eroina che, tramite il vampirismo, costituisce la metafora del male. In un primo momento, i personaggi di Casanova e Peina avrebbero dovuto essere rispettivamente un uomo e una donna, tuttavia Christopher Walken (scritturato inizialmente per Casanova) insisté per interpretare il personaggio di Peina: per tale ragione il personaggio di Casanova passò poi a Sciorra, che era stata invece scritturata per Peina.
Il film è stato girato a Manhattan, fra il Greenwich Village e il campus universitario; le sequenze ambientate nella casa di Peina furono invece girate in un loft di proprietà di Julian Schnabel.

## Accoglienza

### Pubblico
Il film ha incassato poco più di 307 mila dollari al botteghino statunitense.

### Critica
Sull'aggregatore Rotten Tomatoes il film riceve il 76% delle recensioni professionali positive con un voto medio di 6,5 su 10 basato su 29 critiche.

## Riconoscimenti
- Premio della critica al Mystfest nel 1995.